# 豊田市立冷田小学校
豊田市立冷田小学校（とよたしりつ ひえだしょうがっこう）は、愛知県豊田市四ツ松町にある公立小学校。

## 概要
- 岩谷町、上小田町、国谷町、桑原田町、沢ノ堂町、下平町、栃本町、野林町、冷田町、四ツ松町が校区であり、公立中学校の進学先は豊田市立足助中学校である[1]。
- 豊田市の小規模特認校に指定されており、一部は豊田市内の別の校区から転入学してきた児童である[2]。
- 旧・東加茂郡足助町の一部（盛岡村）の小学校であった。

## 沿革
- 1873年（明治6年）12月 - 上国谷村に国谷学校が開校する。
- 1876年（明治9年） - 旭学校に改称する。
- 1879年（明治12年） - 校舎を新築する。
- 1887年（明治20年） - 尋常小学冷田学校に改称する。
- 1889年（明治22年）
  - 4月 - 上国谷村から冷田村に移転する。
  - 10月1日 - 追分村、野林村、岩神村、国閑村、上佐切村、上脇村、四ツ松村、東山中村、栃本村、上小田村、沢ノ堂村、上国谷村、下国谷村、桑原田村、中国谷村、下佐切村、平折村が合併し、盛岡村が発足する。
- 1892年（明治25年） - 旭尋常小学校に改称する。
- 1893年（明治26年） - 高等科を設置し、旭尋常高等小学校に改称する。
- 1899年（明治32年）4月 - 高等科が分離し、盛岡高等小学校が開校する。同時に旭尋常小学校に改称する。
- 1905年（明治38年）4月 - 盛岡高等小学校と旭尋常小学校を統合し、旭尋常高等小学校となる。
- 1906年（明治39年）5月1日 - 盛岡村、金沢村の一部（戸中・川端）、豊栄村の一部（下平・岩谷）、穂積村の一部（則定・霧山）が合併し、盛岡村となる。
- 1907年（明治40年）1月 - 盛岡第一尋常高等小学校に改称する。
- 1912年（明治45年） - 手工科を設置する。
- 1941年（昭和16年）4月1日 - 盛岡第一国民学校に改称する。
- 1947年（昭和22年）4月1日 - 盛岡村立旭小学校に改称する。
- 1955年（昭和30年）4月1日 - 足助町、盛岡村、賀茂村、阿摺村が合併し、足助町となる。同時に足助町立冷田小学校に改称する。
- 1956年（昭和31年） - 校舎が完成する。
- 2005年（平成17年）4月1日 -
  - 足助町が豊田市へ編入される。同時に豊田市立冷田小学校に改称する。
  - 現在地に新校舎が完成し、移転する。